# Yusufia
Yusufia is een geslacht van vliesvleugeligen uit de familie Pteromalidae. De wetenschappelijke naam van dit geslacht is voor het eerst geldig gepubliceerd in 2008 door Koçak & Kemal.

## Soorten
Het geslacht Yusufia is monotypisch en omvat slechts de volgende soort:
- Yusufia acerina (Boucek, 1972)